# Lleó V (galàxia)
Lleó V és una galàxia nana esferoidal situada a la constel·lació del Lleó i que va ser descoberta el 2007 en les dades obtingudes per l'Sloan Digital Sky Survey. La galàxia és localitza a una distància d'aproximadament 180 kpc del Sol i s'allunya del Sol a una velocitat d'aproximadament 173 km/s. És classificada com a galàxia nana esferoïdal (dSph) açò és, té una forma aproximadament esfèrica amb un radi efectiu d'aproximadament 130 pc.
Lleó V és un del més petites i febles galàxies satèl·lit de la Via Làctia —la seua lluminositat integrada és d'aproximadament 10.000 voltes la del Sol (magnitud visible absoluta d'aproximadament −5.2 ± 0.4),[nota 1] molt més baixa que la lluminositat d'un cúmul globular típic. Tanmateix, la seva massa és aproximadament 330.000 masses solars, cosa que significa que la relació massa/lluminositat de Lleó V és d'al voltant de 75. Una relació relativament alta entre massa i llum implica que Leo V està dominat per la matèria fosca. La població estel·lar de Lleó V consisteix principalment en estrelles velles que s'hi van formar fa més de 12.000 milions d'anys. La metal·licitat d'aquestes estrelles és també molt baix a [Fe/H] ≈ −2.0 ± 0.2, cosa que significa que contenen 100 voltes menys elements pesants que el Sol.
La galàxia s'hi troba a només 3 graus lluny d'una altra satèl·lit de la Via Làctia, Lleó IV. Aquesta última també s'hi troba 20 kpc més a prop del Sol. Aquestes dues galàxies poden estar físicament associades entre elles. Hi ha proves de que estan connectades per un pont estel·lar.